# Itchy & Scratchy in Miniature Golf Madness
Itchy & Scratchy in Miniature Golf Madness är ett minigolfspel från 1994 för Game Boy, med katten och musen Itchy & Scratchy från Simpsons. Spelet utvecklades av Beam Software. I spelet kontrollerar spelaren Scratchy som spelar minigolf på en niohålsbana och blir då och då attackerad av Itchy.

## Gameplay
Itchy & Scratchy in Miniature Golf Madness är ett sidscrollande actionspel. Spelaren kontrollerar Scratchy som spelar minigolf på nio banor och spelaren ska få så bra poäng som möjligt och komma med på topplistan. Samtidigt attackeras han av Itchy och dessa ska man försöka undvika. Itchy använder vapen som granater, bazooka, motorsåg, köttyxa och dynamit. Scratchy kan undvika honom genom att hoppa och slå till han med basebollträ och kasta knivar. Det finns också föremål som låtar honom oavbrutet attackera under en tid. Han kan också använda sin putter som vapen. Totalt finns det nio nivåer, varje nivå är ett hål.

## Utveckling och release
Itchy & Scratchy in Miniature Golf Madness innehåller främst Itchy & Scratchy, från Simpsons. Spelet utvecklades av Beam Software och släpptes av Acclaim Entertainment. Spelet fick åldersgränsen "E (för alla)" av Entertainment Software Rating Board.

## Mottagande
Nintendo Power gav spelet 2.825/5 i betyg under augusti 1994. VideoGames & Computer Entertainment gav spelet 9 av 10 i betyg. GamePro gav spelet 3 av 5.